# André Macanga
André Macanga   (Luanda, 14 de maig de 1978) és un exfutbolista angolès de la dècada de 2000.
Fou internacional amb la selecció de futbol d'Angola.
Pel que fa a clubs, destacà a SC Salgueiros, Vitória Guimarães, Académica de Coimbra, Boavista FC, Gaziantepspor i Al Kuwait.

## Partits internacionals
| Selecció de futbol d'Angola | Selecció de futbol d'Angola | Selecció de futbol d'Angola |
| Any                         | Partits                     | Gols                        |
| --------------------------- | --------------------------- | --------------------------- |
| 1999                        | 2                           | 0                           |
| 2000                        | 0                           | 0                           |
| 2001                        | 1                           | 0                           |
| 2002                        | 5                           | 0                           |
| 2003                        | 5                           | 0                           |
| 2004                        | 7                           | 0                           |
| 2005                        | 7                           | 0                           |
| 2006                        | 10                          | 0                           |
| 2007                        | 4                           | 1                           |
| 2008                        | 13                          | 0                           |
| 2009                        | 7                           | 1                           |
| 2010                        | 1                           | 0                           |
| 2011                        | 4                           | 0                           |
| 2012                        | 4                           | 0                           |
| Total                       | 70                          | 2                           |